# Ребольское сельское поселение
Ре́больское сельское поселение — муниципальное образование в Муезерском районе Республики Карелия Российской Федерации.
Административный центр — село Реболы.

## Население
| 2009 | 2010 | 2012 | 2013 | 2014 | 2015 | 2016 |
| ---- | ---- | ---- | ---- | ---- | ---- | ---- |
| 969  | ↘859 | ↘834 | ↗844 | ↘767 | ↘732 | ↘711 |
| 2017 | 2018 | 2019 | 2020 | 2021 | 2023 |      |
| ↘701 | ↘674 | ↘665 | ↘650 | ↘522 | ↘490 |      |

## Населённые пункты
В сельское поселение входят 3 населённых пункта:
| № | Населённый пункт | Тип населённого пункта | Население |
| - | ---------------- | ---------------------- | --------- |
| 1 | Емельяновка      | деревня                | ↗2        |
| 2 | Колвасозеро      | деревня                | →0        |
| 3 | Реболы           | село                   | ↘842      |